# Phylloporus alborufus
Phylloporus alborufus là một loài nấm thông trong họ Boletaceae. Nó lần đầu tiên được mô tả như là một loài mới trong năm 2010.